# دمیر اونی
دُمیر اونی (به فرانسوی: Domèvre-en-Haye) روستایی در جنوب شرقی پارک ملی لورین در بیست و چهار کیلومتری شهر نانسی در ایالت گرانت است واقع شده است . کمپ برهنگی باغ ژیمناستیک لورین و کلیسای جامع دمیر اونی از جاذبه‌های دیدنی این روستا محسوب می‌شود . 